# L'Ouest aux deux visages
L'Ouest aux deux visages (Two Faces West) est une série télévisée américaine en 39 épisodes de 30 minutes, en noir et blanc et diffusée entre le 17 octobre 1960 et le 31 juillet 1961 en syndication.
En France, la série a été diffusée à partir du 30 janvier 1968 sur la première chaîne de l'ORTF. Elle reste inédite dans les autres pays francophones.

## Synopsis
Les aventures de Dick Allison, shérif dans la petite ville de Gallison dans le Colorado. Son frère jumeau Ben qui est médecin est opposé à la violence sous toutes ses formes et est souvent en contradiction avec les méthodes parfois expéditives de son frère pour faire régner l'ordre dans la ville.

## Distribution
- Charles Bateman (en) : Shérif Dick Allison / Docteur Ben Allison
- Francis De Sales : Shérif Maddox
- Paul Comi : Adjoint Johnny Evans
- Joyce Meadows (en) : Stacy

## Épisodes
- 27 épisodes ont été doublés en français.

1. La Rencontre (Hot Water)
2. La Soif (Prognosis: Death)
3. Shérif de la ville (Sheriff of the Town)
4. Le Défi (The Challenge)
5. L'Opération (The Operation)
6. titre français inconnu (Fallen Gun)
7. L'Homme au 204 (The Man in 204)
8. La Pendaison (The Hanging)
9. titre français inconnu (The Last Man)
10. L'Orgueilleux (The Proud Man)
11. L'Intrus (The Trespasser)
12. La Sécheresse (The Drought)
13. Les Vengeurs (The Avengers)
14. Le Témoin (The Witness)
15. titre français inconnu (Performance Under Fire)
16. Le Prisonnier (The Prisoner)
17. titre français inconnu (The Trigger)
18. Le Retour (The Return)
19. L'Accusé (The Accused)
20. La Crise (The Crisis)
21. Portrait de la bravoure (Portrait of Bravery)
22. titre français inconnu (The Stilled Gun)
23. titre français inconnu (The Wayward)
24. Main de la vengeance (Hand of Vengeance)
25. La Décision (The Decision)
26. 10 000 $ de récompense (The $10,000 Reward)
27. titre français inconnu (Trail to Indian Wells)
28. Double Action (Double Action
29. titre français inconnu (The Noose)
30. La Leçon (The Lesson)
31. Les Flacons (The Vials)
32. Les Ordres du médecin (Doctor's Orders)
33. titre français inconnu (The Trophy Hunter)
34. titre français inconnu (The Coward)
35. titre français inconnu (The Sure Thing)
36. Jour de la violence (Day of Violence)
37. La Boîte à musique (Music Box)
38. titre français inconnu (The Dead Ringer)
39. L'Assassin (The Assassin)